# Agnes de Saarbrücken

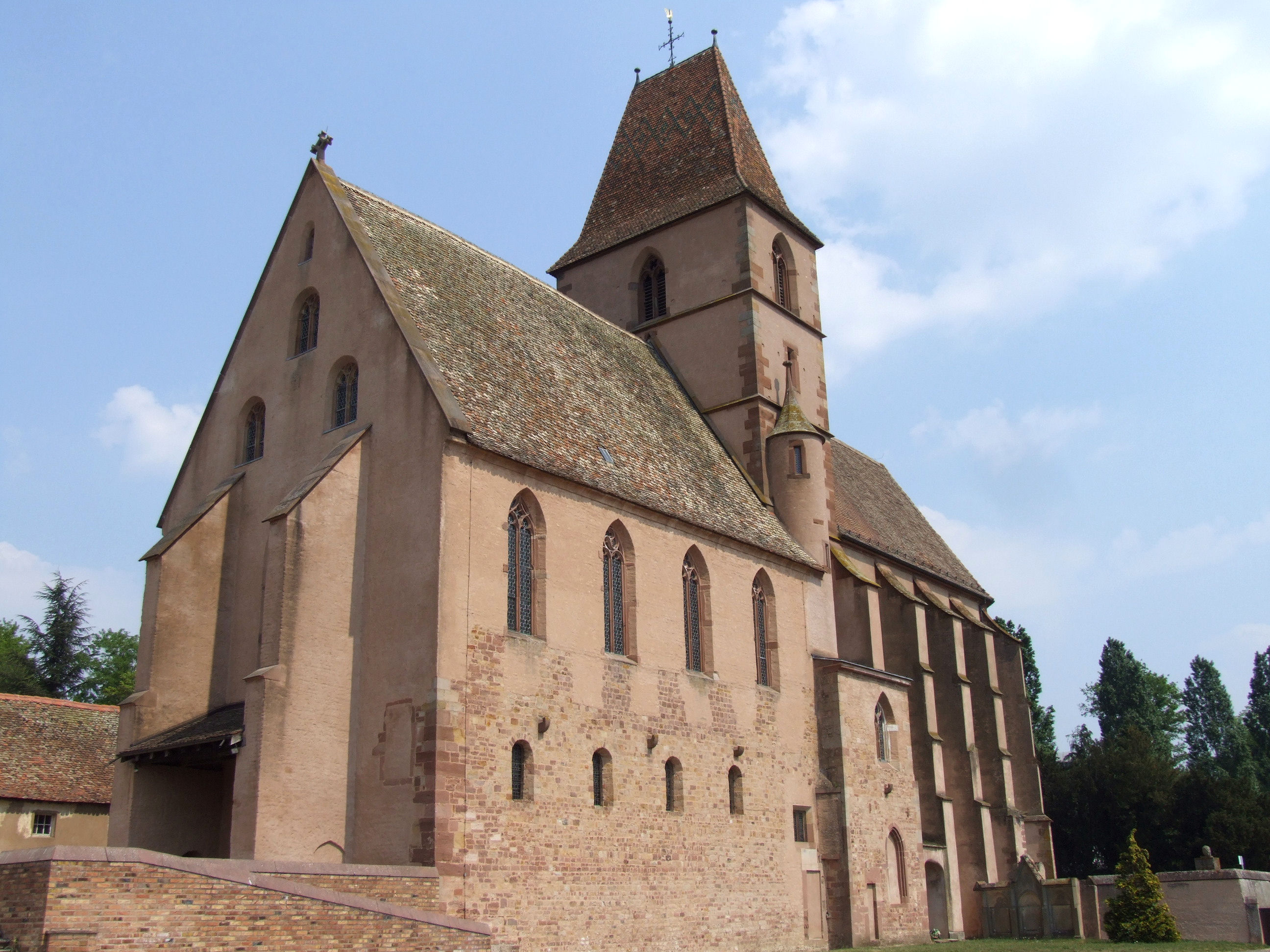
Biserica „Sf. Walburga” (Walbourg, Alsacia)

Agnes de Saarbrücken (n.c. 1115 – d. după 1147), fiică a contelui Frederic de Saarbrücken, a fost ducesă de Suabia din 1132 sau 1133 până în 1147.
Agnes s-a căsătorit cu ducele Frederic al II-lea al Suabiei în 1132 sau 1133. Aceasta a fost a doua căsătorie a ducelui, după căsătoria cu Iudita de Welf (mama împăratului Frederic I Barbarossa).
Din această căsătorie au rezultat trei copii: 
- Iudita (Jutta) (1133–1191) căsătorită cu landgraful Ludovic al II-lea al Turingiei;
- Conrad (c. 1134/1136–1195), conte palatin al Rinului;
- Luitgard (d. după 1155).

Agnes a fost înmormântată alături de soțul ei, în biserica Mănăstirii „Sf. Walburga”. Mormintele lor nu mai există astăzi.